# Asakusa Kid
Asakusa Kid és un llibre autobiogràfic de Takeshi Kitano publicat el 1988. En aquest explica i recorda els seus orígens artístics al popular districte d'Asakusa de Tòquio.

## Trama
L'any 1973 Kitano, després d'haver abandonat la universitat, transcorre els dies alternant el fet de perdre el temps amb les tasques de cambrer a un bar, fins que veu la llum anant a Asakusa per convertir-se en actor còmic. Aquí, a un local de strip-tease anomenat Français, trobarà el seu mestre Senzaburo Fukami i començarà aquesta faceta artística, entre begudes de sake, ballerines, sketch i episodis reals tragicòmics que el duran al naixement del seu àlter ego en la faceta d'actor de Beat Takeshi. Tanca el llibre amb dos sketch cèlebres del Français.